# Мавронери
Мавронери (грч. Μαυρονέρι) је насељено место у општини Кукуш у периферији Средишња Македонија, Грчка. Према попису из 2021. године било је 454 становника.
Према бугарском географу и историчару, Василу Канчову, у Мавронерију је 1900. године живело 270 Турака. За време Другог балканског рата село је настрадало а турско становништво је протерано, док су на њихово место насељене грчке избегличке породице из Турске. На попису из 1928. године Мавронери је имао 497 становника. Село се раније звало Карабунар.